# عاج‌ماهی خال‌سیاه
عاج‌ماهی خال‌سیاه (نام علمی: Choerodon schoenleinii) نام یک گونه از سرده عاج‌ماهی است.